# Колесников, Николай Павлович (старший лейтенант)
Николай Павлович Колесников (1914—1943) — старший лейтенант Рабоче-крестьянской Красной Армии, участник Великой Отечественной войны, Герой Советского Союза (1943).

## Биография
Николай Колесников родился в 1914 году в Костроме (по другим данным, в деревне Слобода Кузьмищенского сельского поселения Костромского района Костромской области (ранее Судиславский район)). В 1936—1938 годах служил в Рабоче-крестьянской Красной Армии. В январе 1940 года Колесников повторно был призван в армию. Участвовал в советско-финской войне, после окончания которой вновь был демобилизован. Вернулся в Кострому, где работал в военизированной речной охране. В июне 1941 года Колесников в третий раз был призван в армию и направлен на фронт. Участвовал в Курской битве. К октябрю 1943 года старший лейтенант Николай Колесников командовал батареей 12-го истребительно-противотанкового артиллерийского полка 10-го танкового корпуса 40-й армии Воронежского фронта. Отличился во время битвы за Днепр.
1 октября 1943 года батарея Колесникова переправилась через Днепр в районе хутора Монастырёк Кагарлыкского района Киевской области Украинской ССР. Только во время отражения первой из немецких контратак артиллеристы батареи уничтожили 5 пулемётов, 3 артиллерийских орудия и 3 автомашины с пехотой. В конце дня 1 октября Колесников получил тяжёлое ранение, от которого скончался на следующий день. Похоронен в посёлке Ржищев.
Указом Президиума Верховного Совета СССР от 24 декабря 1943 года за «образцовое выполнение боевых заданий командования на фронте борьбы с немецкими захватчиками и проявленные при этом мужество и героизм» старший лейтенант Николай Колесников посмертно был удостоен высокого звания Героя Советского Союза. Также посмертно был награждён орденом Ленина.